# Vicente Bokalic Iglic
Vicente Bokalic Iglic (Lanús, 11 giugno 1952) è un cardinale e arcivescovo cattolico argentino, dal 22 luglio 2024 arcivescovo di Santiago del Estero e primate di Argentina.

## Biografia
Vicente Bokalic Iglic è nato l'11 giugno 1952 a Lanús. È figlio di una coppia di immigrati originari della Slovenia.

### Formazione e ministero sacerdotale
Ha compiuto gli studi primari presso la scuola parrocchiale "San José de Pompeo" a Lanús e quelli secondari presso la Scuola apostolica di Escobar.
È entrato nel seminario maggiore della Congregazione della missione di San Miguel e ha studiato filosofia presso il Colegio Máximo de San José e teologia presso la Facoltà di teologia della Pontificia università cattolica argentina.
Nel 1970 è entrato ufficialmente nella Congregazione e il 5 giugno 1976 ha emesso la professione solenne. Il 1º aprile 1978 è stati ordinato presbitero nel santuario di Nostra Signora della Medaglia Miracolosa nel quartiere di Parque Chacabuco a Buenos Aires da Alfredo Mario Espósito Castro, vescovo di Zárate-Campana. In seguito è stato incaricato della pastorale vocazionale e giovanile a Escobar e Buenos Aires; vicario parrocchiale della parrocchia del santuario di Nostra Signora della Medaglia Miracolosa nel quartiere di Parque Chacabuco a Buenos Aires dal 1981; formatore ed economo del seminario maggiore della sua Congregazione a San Miguel dal 1983 al 1986; superiore dello stesso dal 1987 al 1990; consigliere provinciale dal 1987 al 1993; di nuovo vicario parrocchiale della parrocchia del santuario di Nostra Signora della Medaglia Miracolosa dal 1991 al 1993; missionario nella prelatura territoriale di Deán Funes dal 1994 al 1997; di nuovo superiore del seminario della sua Congregazione a San Miguel dal 1997 al 2000; di nuovo consigliere provinciale dal 1997 al 2003; missionario e parroco nella diocesi di Goya; dal 2000 al 2003 e superiore provinciale dal dicembre del 2003 al dicembre del 2009. Terminato questo ufficio è tornato a esercitare il ministero pastorale presso il santuario di Nostra Signora della Medaglia Miracolosa.

### Ministero episcopale

Stemma da vescovo

Il 15 marzo 2010 papa Benedetto XVI lo ha nominato vescovo ausiliare di Buenos Aires, assegnandogli contestualmente la sede titolare di Summa. Ha ricevuto l'ordinazione episcopale il 29 maggio successivo nel santuario di Nostra Signora della Medaglia Miracolosa nel quartiere di Parque Chacabuco a Buenos Aires dal cardinale Jorge Mario Bergoglio, arcivescovo metropolita di Buenos Aires, divenuto in seguito papa, co-consacranti Andrés Stanovnik, arcivescovo metropolita di Corrientes, e Mario Aurelio Poli, vescovo di Santa Rosa. Ha prestato servizio come vicario episcopale della vicaria del Centro.
Il 23 dicembre 2013 papa Francesco lo ha nominato vescovo di Santiago del Estero, succedendo a Francisco Polti Santillán, ritiratosi per raggiunti limiti d'età. Ha preso possesso della diocesi il 9 marzo successivo con una cerimonia tenutasi nella cattedrale basilica di Nostra Signora del Carmine a Santiago del Estero.
Il 6 giugno 2015 è stato ricevuto in udienza papale, mentre il 16 maggio 2019 ha preso parte alla visita ad limina insieme agli altri vescovi argentini.
Il 22 luglio 2024 la diocesi di Santiago del Estero è stata elevata al rango di arcidiocesi e ne è divenuto primo arcivescovo. Contestualmente il pontefice ha trasferito a questa sede il titolo di primate di Argentina fino a quel momento detenuto dall'arcivescovo metropolita di Buenos Aires.

### Cardinalato
Il 6 ottobre 2024 papa Francesco ne ha annunciato la creazione a cardinale nel Concistoro previsto per il 7 dicembre dello stesso anno, dove ha ricevuto il titolo di Santa Maria Maddalena in Campo Marzio.
L'11 gennaio 2025 è stato nominato membro del Dicastero per l'evangelizzazione, sezione per le questioni fondamentali dell'evangelizzazione nel mondo.
Il 7 e 8 maggio 2025 ha partecipato come cardinale elettore al conclave che ha portato all'elezione di papa Leone XIV. Il 22 maggio successivo ha preso possesso del titolo cardinalizio.

## Genealogia episcopale e successione apostolica
La genealogia episcopale è:
- Cardinale Scipione Rebiba
- Cardinale Giulio Antonio Santori
- Cardinale Girolamo Bernerio, O.P.
- Arcivescovo Galeazzo Sanvitale
- Cardinale Ludovico Ludovisi
- Cardinale Luigi Caetani
- Cardinale Ulderico Carpegna
- Cardinale Paluzzo Paluzzi Altieri degli Albertoni
- Papa Benedetto XIII
- Papa Benedetto XIV
- Papa Clemente XIII
- Cardinale Bernardino Giraud
- Cardinale Alessandro Mattei
- Cardinale Pietro Francesco Galleffi
- Cardinale Giacomo Filippo Fransoni
- Cardinale Carlo Sacconi
- Cardinale Edward Henry Howard
- Cardinale Mariano Rampolla del Tindaro
- Cardinale Antonio Vico
- Arcivescovo Filippo Cortesi
- Arcivescovo Zenobio Lorenzo Guilland
- Vescovo Anunciado Serafini
- Cardinale Antonio Quarracino
- Papa Francesco
- Cardinale Vicente Bokalic Iglic, C.M.

La successione apostolica è:
- Vescovo Juan Ignacio Liébana (2024)